# Foton
Fotonen er den elementarpartikel, der er ansvarlig for elektromagnetiske fænomener, eksempelvis elektromagnetisk stråling som røntgenstråling, ultraviolet lys, synligt lys, infrarødt lys, mikrobølger og radiobølger.
Fotonen adskiller sig fra andre elementarpartikler, f.eks. elektroner eller kvarker, ved at den ikke besidder nogen hvilemasse. I vakuum bevæger den sig med lysets hastighed, c = 299.792.458 m/s eller tæt på 300.000 km/s.
Som alle kvanter besidder fotonen både bølge- og partikelegenskaber (Partikel-bølge dualitet). Bølgeegenskaberne inkluderer brydning i linser og interferens. At fotonen også besidder partikelegenskaber kommer til udtryk ved, at den kun kan vekselvirke med stof ved at overføre en kvantiseret mængde energi givet ved
{\displaystyle E={\frac {hc}{\lambda }},}
hvor h er Plancks konstant og {\displaystyle \lambda } er fotonernes bølgelængde. I modsætning hertil kan en almindelig bølge overføre eller modtage vilkårlige mængder af energi. 
For synligt lys er en enkelt fotons energi mellem 2,8 × 10-19 og 5 × 10-19 J eller 1,8 og 3,1 eV, en relativt lille energi, men nok til at excitere et enkelt molekyle i øjets fotoreceptorer og dermed bidrage til synssansen. Til sammenligning skal anføres at fotonenergien af UV-stråling er mellem 3.10 og 12.4 eV, tilstrækkeligt til at bryde en kemisk binding og danne radikaler.
Udover at have en energi har fotoner også en impuls og en polarisering. Eftersom fotonen følger kvantemekanikkens love, er det ofte tilfældet, at dens egenskaber ikke har veldefinerede værdier. Derimod er de beskrevet ved en sandsynlighed for at måle en bestemt polarisering, position eller impuls. Selvom en foton er i stand til at excitere et enkelt molekyle, er det f.eks. ofte ikke muligt på forhånd at bestemme hvilket molekyle, der bliver exciteret.
Fysikere benytter ofte beskrivelsen af en foton, som en partikel der bærer elektromagnetisk stråling. Indenfor teoretisk fysik kan fotonen dog også betragtes som formidler af enhver type elektromagnetisk vekselvirkning, eksempelvis magnetfelter og elektrisk frastødning/tiltrækning mellem elektrisk ladede partikler.
Fotonen som koncept, blev udviklet gradvis omkring årene 1905-1907 af Albert Einstein for at forklare eksperimentelle observationer, der ikke stemte overens med den klassiske bølgebeskrivelse af lys. Specifikt forklarede foton-modellen lysets energis afhængighed af frekvens, samt at stof og stråling kan være i termisk ligevægt. Andre fysikere forsøgte at forklare disse observationer med semiklassiske modeller, hvor lys stadig blev beskrevet ved Maxwells ligninger, men hvor de materialer der udsendte og absorberede lyset var kvantiserede. Disse modeller medvirkede til udvikling af kvantemekanikken, men yderligere forsøg underbyggede Einsteins hypotese om at lyset er kvantiseret. Lyskvanterne er fotoner.
Fotonkonceptet har ført til store fremskridt i både eksperimentel og teoretisk fysik, f.eks. lasere, Bose-Einstein-kondensat og kvantefeltteori. Ifølge standardmodellen for partikelfysik, ligger fotoner til grund for alle elektriske og magnetiske felter og er selv et produkt af kravet om, at de fysiske love har visse symmetrier for ethvert punkt i rumtiden. Fotonens indbyggede egenskaber, som f.eks ladning, spin og (fravær af) masse, er bestemt ud fra disse symmetrier.
I 2007 lykkedes det at fastholde og måle tilstedeværelsen af en mikrobølgefoton i op til et halvt sekund mellem to superledende spejle.